# Чемпіонат Європи з футболу 2028
Чемпіонат Європи з футболу 2028 року або Євро-2028 (англ. 2028 UEFA European Football Championship, ірл. Craobh Peile na hEorpa 2028, валл. Farpais ball-coise na h-Eòrpa 2028, шотл. гел. Pencampwriaeth pêl-droed Ewropeaidd 2028) — 18-й чемпіонат Європи з футболу, який пройде з 9 червня до 9 липня 2028 року у Великій Британії та Ірландії.
Це буде втретє, коли Англія прийматиме турнір після проведення Євро-1996 і восьми матчів (включно з фіналом) пан'європейського Євро-2020. Також це буде вдруге, коли матчі турніру пройдуть в Шотландії, яка приймала чотири зустрічі 2020 року. Вперше заплановано провести змагання в Ірландії, Північній Ірландії та Уельсі.
Іспанія захищатиме свій титул чемпіонів Європи після перемоги у фіналі 2024 року проти Англії, однієї з майбутніх країн-господарок.

## Кандидати
До УЄФА вчасно надійшло три заявки на проведення турніру.
Прийняті заявки
- Англія,  Ірландія,  Північна Ірландія,  Уельс,  Шотландія — господарів турніру було обрано 10 жовтня 2023 року у Ньйоні, Швейцарія. Спільна заявка Англії, Ірландії, Північної Ірландії, Шотландії та Уельсу перемогла одноголосно.[2]

Відкликані заявки
- Туреччина — 4 жовтня 2023 року стало відомо, що Туреччина відкликала свою заявку, щоб зосередитися на спільній заявці з Італією на проведення Євро-2032.[3]

Відхилені заявки
- Росія — 23 березня 2022 року Росія подала свою заявку, попри санкції УЄФА, накладені через російське вторгнення в Україну. 2 травня 2022 року УЄФА оголосила, що заявки Росії на проведення Євро-2028 та Євро-2032 не прийнято.[4][5]

## Кваліфікація
Відповідно до регламенту заявок УЄФА, автоматична кваліфікація господарів може бути гарантована максимум для двох асоціацій-господарів. Тому УЄФА вирішила, що всі чотири команди-господарі (Англія, Ірландія, Шотландія та Вельс) братимуть участь у відбірковому турнірі, при цьому два автоматичні місця буде зарезервовано для господарів, які не зможуть кваліфікуватися через груповий етап. Якщо більше ніж дві команди-господарі не зможуть пройти відбір, місця буде розподілено на основі рейтингу відбіркового турніру.
Оновлений формат кваліфікації було затверджено Виконавчим комітетом УЄФА у січні 2023 року, із внесенням змін порівняно з попереднім циклом, а остаточний формат підтверджено у травні 2025 року. Груповий етап відбору складатиметься з дванадцяти груп по чотири або п’ять команд. Переможці кожної групи кваліфікуються на чемпіонат Європи, разом із вісьмома найкращими командами, які посядуть другі місця. Чотири решти других місць, а також команди з Ліги націй, пройдуть до плейоф. Точний формат плейоф залежатиме від того, скільки місць для господарів буде використано.